# プラザウエスト

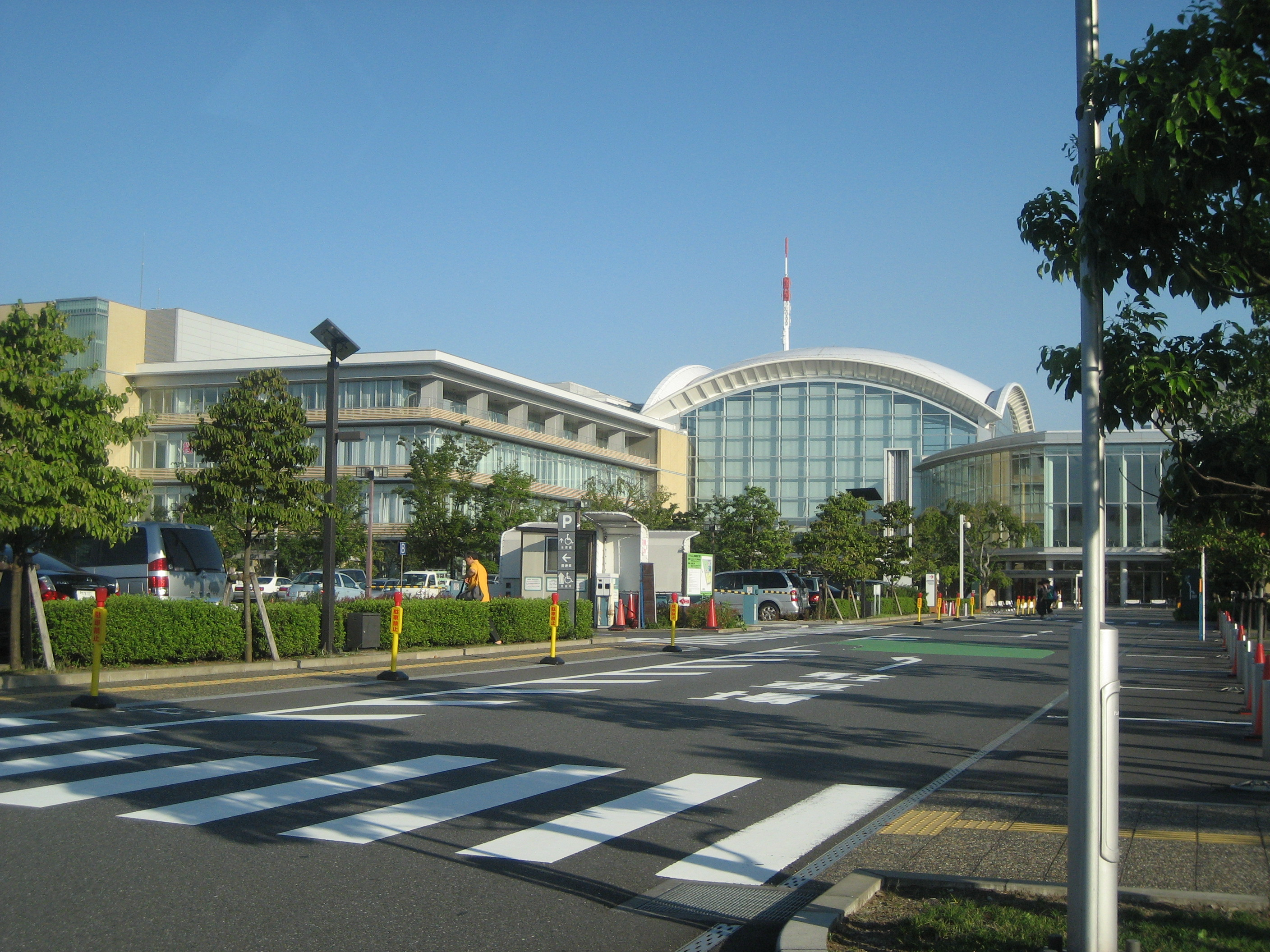
プラザウエスト

プラザウエストは、埼玉県さいたま市桜区道場にある公共施設。桜区役所やさいたま市立桜図書館、ホールが入る複合施設である。

## 概要
さいたま市が2003年に政令指定都市となり、桜区の区役所を新設することになったとき、位置的にも桜区の真ん中で、広大な建設用地を確保できる水田や空き地が多く残る鴨川堤防周辺の当地が選ばれた。
浦和西部地域複合施設は、政令指定都市に移行した2003年に、隣地にあるさいたま市記念総合体育館が先行して整備され既にオープンしていたが、区役所などの建設は間に合わず、桜区役所は現在のプラザウエストの駐車場のあたりにプレハブで建設された。
2003年9月から2005年2月の工期で銭高・谷口・八生特定共同企業体によって建設され、2005年に敷地面積46,548.9平方メートル、地上5階（最高高さ26.71ｍ）のプラザウエストがオープンした。周囲には様々な種類の桜の木が植えられている。
2010年（平成22年）12月17日にはさいたま市の景観重要建造物に指定された。

## アクセス
東西で見ると桜区の端にあり、鉄道駅からのアクセスにはやや時間を要する。浦和駅西口から国際興業バス西浦和営業所の路線バス（大久保浄水場行または中浦和駅経由桜区役所行または西堀氷川トンネル経由桜区役所行、桜区役所下車）が比較的高頻度で運行されるほか、中浦和駅から前述の路線バスと併せてさいたま市コミュニティバスが運行されている。また、中浦和駅からのコミュニティバスが、区内唯一の鉄道駅である西浦和駅を経由する。

## 所在地
- さいたま市桜区道場四丁目3番1号